# Перепелкинский сельсовет
Перепелкинский сельсовет — упразднённая административно-территориальная единица, существовавшая на территории Рязанской губернии и Московской области до 1939 года.
Перепелкинский сельсовет был образован в первые годы советской власти. В конце 1920-х годов он входил в состав Зарайской волости Зарайского уезда Рязанской губернии.
В 1929 году Перепелкинский с/с был отнесён к Зарайскому району Коломенского округа Московской области.
17 июля 1939 года Перепелкинский с/с был упразднён. При этом его территория (селения Перепёлкино, Алтухово и Рябцево) была передана в Кобыльский с/с.